# Muutive
MuuTive，前身为PBT（Professional Blessed Terrific的首字母缩写词），是GKMNEO旗下即将成立的四人女子组合，由Padox_Sori共同管理。于2022年7月22日发行了首张出道前数字单曲《aHHa》，并计划于2023年出道。

## 团体经历

### 出道前
- GREX 和 Jimin 是练习生组合YOURS的前成员。
- Jimin 是 I&Girls、A-DEAN 和 DMZA 的前成员。
- Ayu 是已解散的出道前女子组合 HitGirlz 的前成员。

### 2022年：出道计划
4月14日，GKMNEO宣布将与Padox_Sori合作，推出新女团PBT。他们还宣布，该组合将于7月发行首张专辑，并在越南、日本、印度尼西亚和泰国举行音乐会，然后于10月在日本首次亮相。
5月，GKMNEO通过其官方网站透露Ayu已作为最新的成员加入该小组，而Gulnazar已离开该小组但仍作为练习生留在GKMNEO之下。
6月，该最终确定了4人组合的阵容，并将名称从PBT更改为MuuTive，这是“Muse”和“Motive”两个词的组合。
6月26日，GKMNEO在其SNS上正式介绍了该组合的新名称和最终阵容，即10月14日，以及她们在日本东京出道的计划。
7月20日，GKMNEO宣布该组合将在两天后的7月22日发布她们的第一张数字单曲《aHHa》，并为成员发布了个人概念照片。几个小时后，GKMNEO透露专辑只会发布音源，而她们的正式出道舞台将于10月在日本举行。
7月22日，进一步确认《Ahha》是出道前组合非官方活动的预出道单曲。
10月24日，GKMNEO宣布GREX因健康问题暂停团体活动，GKMNEO也透露了Muutive的出道将被推迟，同时间新成员Haru加入了该组合。

## 成员资料
- 名字粗体为队长

| Haru (하루)         |      | 领唱，主舞           | 塔利亚       | 青色   | 2022年-至今 |
| Ayu (아유)          | 日本 | 主唱，主舞           | 厄剌托       | 粉色   | 2022年-至今 |
| Jimin (지민)        |      | 队长，主Rapper，主舞 | 卡利俄佩     | 蓝天色 | 2022年-至今 |
| Ahryung (아령)      |      | 主唱，主舞，忙内     | 忒耳普西科瑞 | 紫色   | 2022年-至今 |
| 出道前              |      |                      |              |        |             |
| GREX (그렉스)       | 中国 | 主唱，副舞           | 欧忒耳佩     | 红色   | 2022年      |
| Gulnazar (고력나찰) | 中国 | 不适用               | 不适用       | 不适用 | 2022年      |

## 音乐作品

### 單曲
| 單曲 #       | 單曲資料                                                                             | 曲目                        |
| ------------ | ------------------------------------------------------------------------------------ | --------------------------- |
| 出道前先行曲 | 首張單曲《MuuTive digital single Part.1》 - 發行日期：2022年7月22日 - 發行語言：韓語 | 曲目 1. aHHa 2. aHHa(inst.) |